# Kolpingstraße 7 (Hilpoltstein)

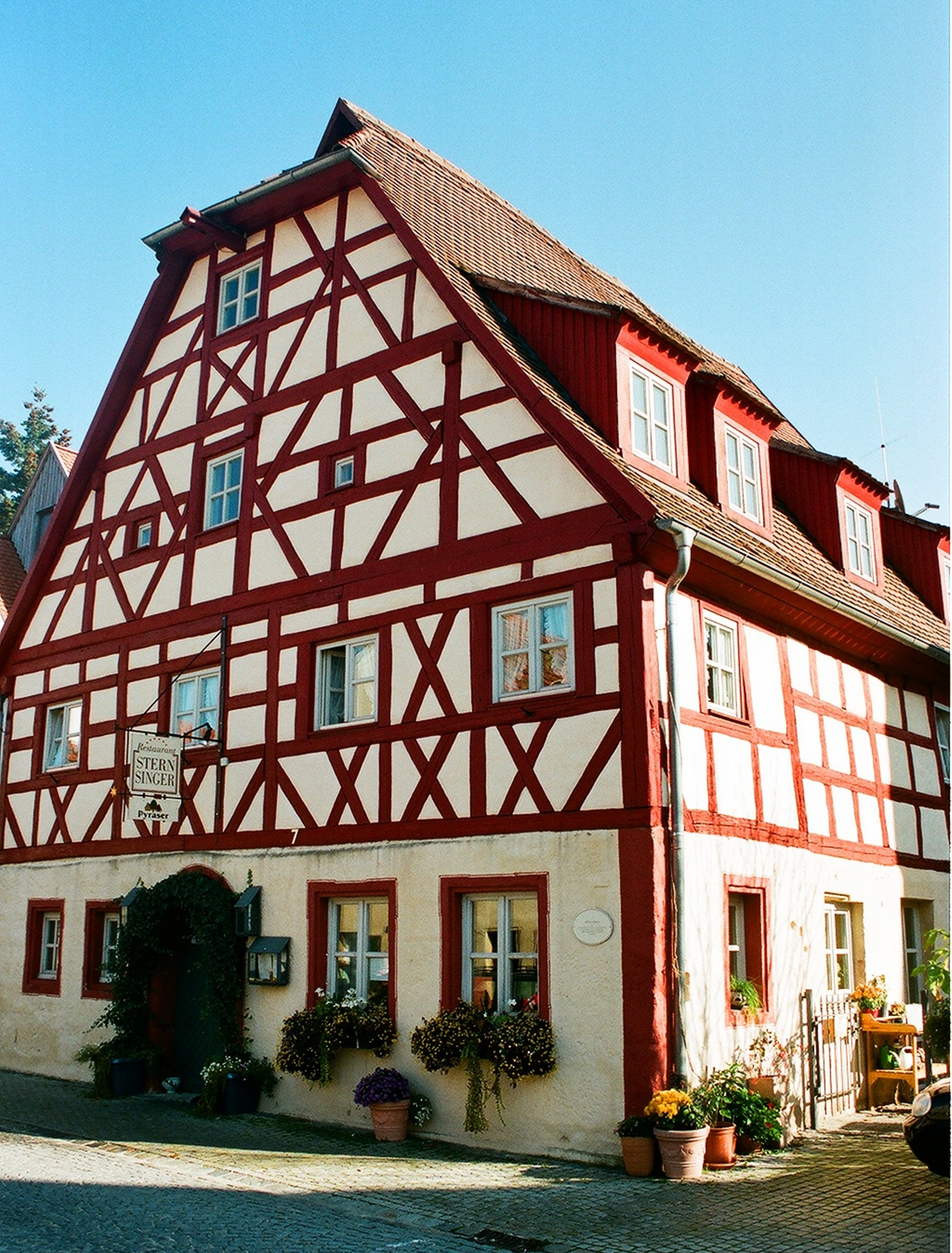
Haus Kolpingstraße 7 in Hilpoltstein

Das Gebäude Kolpingstraße 7 in Hilpoltstein, im mittelfränkischen Landkreis Roth (Bayern), wurde wohl im 16. Jahrhundert errichtet. Das Fachwerkhaus ist ein geschütztes Baudenkmal.

## Beschreibung
Das zweigeschossige, giebelständige Wohn- und Geschäftshaus besitzt ein Krüppelwalmdach mit Eulenloch. Auf einem massiven Erdgeschoss erhebt sich ein Fachwerkobergeschoss und  der Fachwerkgiebel.